# 訴訟 (映画)
『訴訟』（そしょう 原題：Class Action）は、1991年制作のアメリカ合衆国の法廷ドラマ映画。マイケル・アプテッド監督。原題の意味は“複雑訴訟形態”。
ジーン・ハックマンとメアリー・エリザベス・マストラントニオが父娘でありながら、敵味方に分かれて激しく闘う弁護士を演じている。
フォード・ピント事件と、サマンサ・シャッド弁護士の実体験に基づいて制作されている。

## あらすじ
サンフランシスコで1960年代から弱者の味方として名を上げてきた弁護士ジェデダイア・タッカー・ウォードは、大手自動車会社アルゴ・モータースの自動車で家族が事故死した男性の依頼を引き受け、同社に損害賠償を求める民事訴訟の準備を進める。
対するアルゴ・モータース側には、ジェデダイアの実の娘で、今や同社の顧問弁護を担当する業界大手の法律事務所に勤めるマギーが弁護に立った。マギーはこの裁判を出世のチャンスと考え、上司で恋人でもあるマイケルに頼み込んで、弁護を担当させてもらったのだ。
案の定、ジェデダイアとマギーは法廷で激しくやり合うが、やがて意外な事実が判明する。

## キャスト
※括弧内は日本語吹替
- ジェデダイア・タッカー・ウォード - ジーン・ハックマン（石田太郎）
- マギー・ウォード - メアリー・エリザベス・マストラントニオ（高島雅羅）
- マイケル・グレイザー - コリン・フリールズ（小川真司）
- エステル・ウォード - ジョアンナ・マーリン（此島愛子）
- ニック・ホルブルック - ラリー・フィッシュバーン（菅生隆之）
- クイン - ドナルド・モファット（坂口芳貞）
- パヴェル - ヤン・ルーベス（加藤精三）
- シムズ判事 - マット・クラーク（筈見純）
- ゲッチェル博士 - フレッド・ダルトン・トンプソン（小林清志）
- ブライアン - ジョナサン・シルヴァーマン（牛山茂）
- スティーヴン・ケレン - ロバート・デヴィッド・ホール（辻親八）
- アンソニー・パトリコーラ - ケン・グランサム（秋元羊介）

## スタッフ
- 監督：マイケル・アプテッド
- 製作：テッド・フィールド、ロバート・W・コート、スコット・クルーフ
- 脚本：キャロリン・シェルビー、クリストファー・エイムズ、サマンサ・シャッド
- 撮影：コンラッド・L・ホール
- 音楽：ジェームズ・ホーナー